# 大原村 (宮城県)
大原村（おおはらむら）は、昭和30年（1955年）まで宮城県牡鹿郡の南東部にあった村。現在の石巻市大原浜・給分浜・小渕浜・小網倉浜・清水田浜・泊浜・新山浜・谷川浜・大谷川浜・寄磯浜・前網浜・鮫浦にあたる。

## 沿革
- 明治22年（1889年）4月1日 - 町村制施行にともない、大原浜・給分浜・小網倉浜・清水田浜・泊浜・新山浜・谷川浜・寄磯浜・鮫浦の計9か村が合併して大原村が発足。
- 昭和30年（1955年）3月26日 - 鮎川町と合併し、牡鹿町となる。

## 行政
- 歴代村長

| 代 | 氏名         | 就任                       | 退任                       | 備考 |
| -- | ------------ | -------------------------- | -------------------------- | ---- |
| 1  | 長沼平左ェ門 | 明治22年（1889年）4月20日  | 明治35年（1902年）3月27日  |      |
| 2  | 平塚昌之助   | 明治35年（1902年）3月31日  | 明治39年（1906年）10月25日 |      |
| 3  | 渥美庄蔵     | 明治39年（1906年）10月28日 | 明治41年（1908年）1月31日  |      |
| 4  | 阿部五郎作   | 明治41年（1908年）6月26日  | 明治45年（1912年）7月6日   |      |
| 5  | 安住三治     | 明治45年（1912年）7月7日   | 大正3年（1914年）8月25日   |      |
| 6  | 高橋喜八郎   | 大正4年（1915年）6月8日    | 大正10年（1921年）1月15日  |      |
| 7  | 石森乙吉     | 大正10年（1921年）3月24日  | 大正11年（1922年）10月19日 |      |
| 8  | 渥美長治郎   | 大正11年（1922年）11月19日 | 昭和5年（1930年）3月15日   |      |
| 9  | 渥美富治     | 昭和5年（1930年）5月20日   | 昭和7年（1932年）9月13日   |      |
| 10 | 安藤貞五郎   | 昭和8年（1933年）5月5日    | 昭和12年（1937年）5月4日   |      |
| 11 | 鈴木修二     | 昭和12年（1937年）5月9日   | 昭和16年（1941年）5月8日   |      |
| 12 | 石森清兵衛   | 昭和16年（1941年）5月24日  | 昭和20年（1945年）5月23日  |      |
| 13 | 鈴木修二     | 昭和20年（1945年）5月24日  | 昭和22年（1947年）1月31日  | 再任 |
| 14 | 渥美伝郎     | 昭和22年（1947年）4月15日  | 昭和24年（1949年）8月17日  |      |
| 15 | 阿部福治郎   | 昭和24年（1949年）10月5日  | 昭和28年（1953年）10月4日  |      |
| 16 | 安住重吉     | 昭和28年（1953年）10月5日  | 昭和30年（1955年）3月25日  |      |